# Drongo cuaforcat
El drongo cuaforcat (Dicrurus adsimilis) és un ocell de la família dels dicrúrids (Dicruridae).

## Hàbitat i distribució
Viu sobre qualsevol hàbitat a excepció de les regions extremadament àrides i el bos molt humid, des de Senegal i Gàmbia, cap a l'est, a través del sud de Mali, sud de Níger, Camerun, República Centreafricana i Sudan del Sud, fins Etiòpia i Somàlia i cap al sud fins al sud de Sud-àfrica.